# Христо Стефанов (опълченец)
Христо Стефанов Дойков е български опълченец (1877 – 1878).

## Биография
Роден е в село Гложене, Тетевенско, през 1851 година.
Постъпва в Българското опълчение на 15 май 1877 г. На 5 август е преведен в I опълченска дружина, в която служи до юни 1878 г. Участва в отбраната на прохода Шипка (9 – 12 август), в зимното преминаване на Балкана под началството на ген. Скобелев (24 – 29 декември), битките с башибозуците при Садово (22 януари 1878) и др.
Награден е със сребърен медал (август 1879 г.). Обявен е за почетен гражданин на Габрово през 1923 година заедно с останалите живи по това време опълченци, известни на габровци.
След Освобождението се занимава с дърводелство. Дадена му е земя за земеделие в село Торос, но поради отдалечеността ѝ я продава. Получава поборническа пенсия.
Умира на 23 август 1938 година в Гложене.